# BMW V12 LMR
BMW V12 LMR (сокращение от Le Mans Roadster) — гоночный автомобиль, который использовался в гонках с 1999 по 2000 год и пришёл на замену BMW V12 LM 1998 года. Разрабатывался в сотрудничестве BMW и команды Формулы-1 Williams. Уильямс способствовал подготовке шасси родстера. Двигатель V12 был взят с McLaren F1, который победил в 1995 году в Ле-Мане. В 1999 году автомобиль завоевал победу в абсолютном зачете в 24 часах Ле-Мана, став единственным автомобилем BMW, получившим эту победу.